# Salvador Honrubia
Salvador Honrubia Manonelles né le 31 octobre 1937 à Villanueva de Castellón, est un coureur cycliste espagnol, professionnel de 1958 à 1967

## Palmarès
- 1959
  - 3e du Circuit de la Ribera de Jalon
- 1964
  - 4e du Tour de Catalogne
  - 7e du Tour d'Andalousie
- 1965
  - 3e du Grand Prix San Lorenzo
  - 8e du Trofeo Jaumendreu

## Résultats sur les grands tours

### Tour d'Espagne
- 1963 : 47e

### Tour d'Italie
- 1964 : 57e

### Tour de France
- 1964 : 80e